# Raudeberg
Raudeberg este o localitate din comuna Vågsøy, provincia Sogn og Fjordane, Norvegia, cu o suprafață de 0,57 km² și o populație de 648 locuitori (2013).